# Сагал, Кэти
Кэти Сагал (англ. Katey Sagal, род. 19 января 1954) — американская актриса, певица и поэт-песенник, лауреат премии «Золотой глобус» в 2011 году в категории «Лучшая женская роль в драме» за роль в телесериале «Сыны анархии», дочь режиссёра-эмигранта Бориса Сагала, известная по своей роли Пегги Банди в популярном американском ситкоме «Женаты... с детьми», Кейт Хеннесси в сериале «8 простых правил для друга моей дочери-подростка» и озвучке Лилы в мультсериале «Футурама». С 2008 по 2014 год она играла роль Джеммы Теллер Морроу в криминальной драме «Сыны анархии».

## Биография
Кэтрин Луиза Сагал родилась 19 января 1954 года в Голливуде, штат Калифорния, одной из пятерых детей в еврейской семье; дочь режиссёра Бориса Сагала, племянница народного артиста РСФСР Даниила Сагала. Она училась в «Калифорнийском институте искусств» в Валенсии, штат Калифорния.
У неё есть сёстры-близнецы Джин и Лиз Сагал и брат Джо Сагал, которые тоже актёры.
Актриса начала свою карьеру в Голливуде по классической схеме. Она появилась в нескольких телевизионных фильмах в период между 1971 и 1975 годами, в том числе в одном из фильмов о «Коломбо». В 1973 году она работала в качестве бэк-вокалистки у различных исполнителей — таких, как Боб Дилан и Таня Такер.

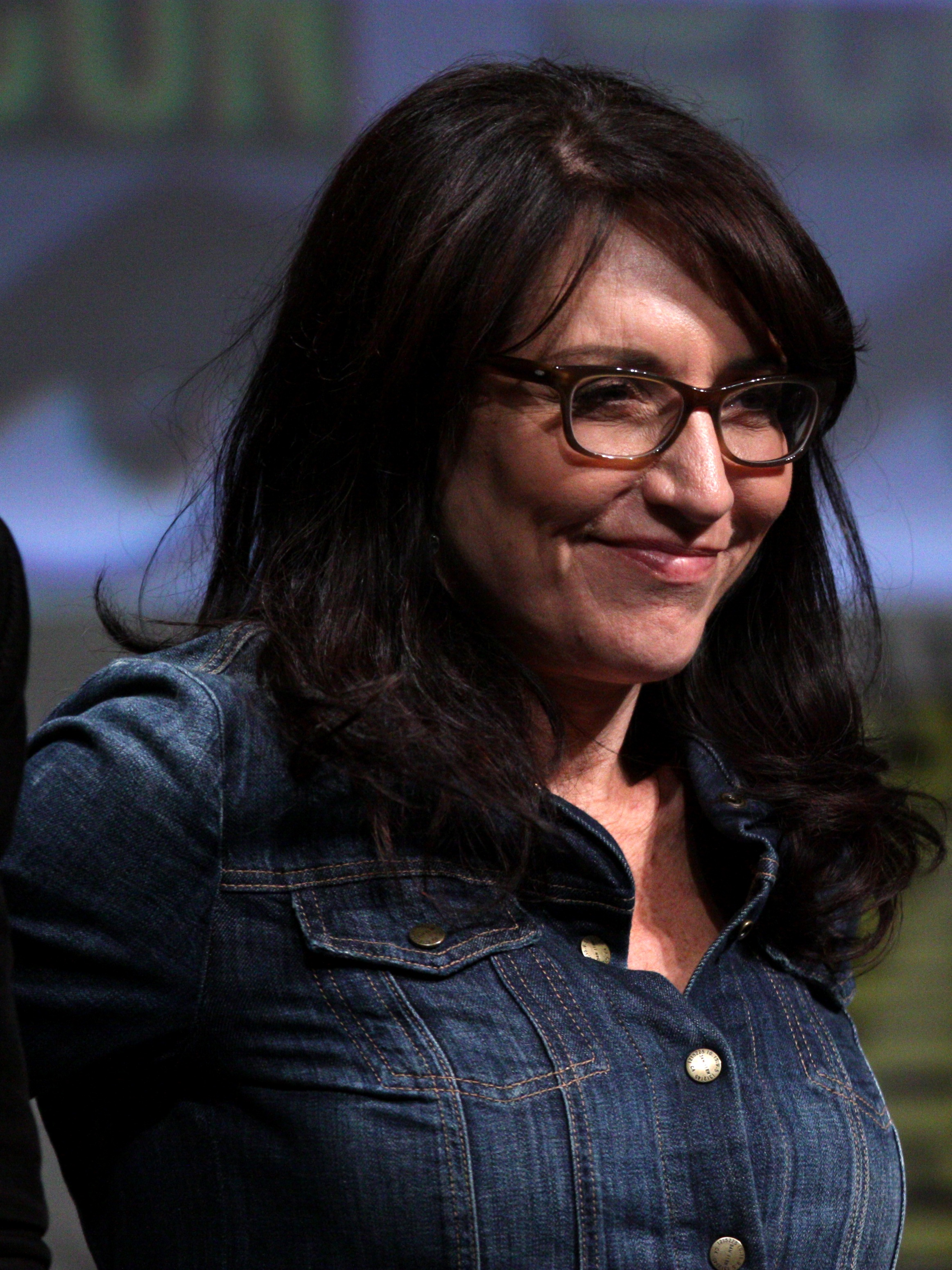
На San Diego Comic-Con International в 2012 году

В 1978 году басист группы «Kiss» Джин Симмонс попросил её спеть бэк-вокал на его одноимённом альбоме. В то время она также была одной из участниц рок-группы «The Group With No Name». Она также работала в 1979 году на бэк-вокале у Бетт Мидлер.
Кэти Сагал вернулась на телевидение в 1985 году в главной роли в телесериале «Мэри», а после его завершения получила одну из своих самых известных ролей в сериале «Женаты… с детьми» — роль Пегги Банди. Именно благодаря актрисе родился внешний образ её персонажа в сериале: придя в первый раз на прослушивание, актриса принесла с собой знаменитый рыжий парик и яркие лосины. За свою работу в сериале она четыре раза была номинирована на премию Золотой глобус в категории «Лучшая актриса в комедии или мюзикле».
После завершения сериала актриса снялась в нескольких кино- и телепроектах и участвовала в озвучивании мультфильма «Каникулы». С 1999 года актриса является «голосом» персонажа «Туранга Лила» в мультсериале «Футурама». В это время актриса активно снималась на телевидении, сделала несколько телефильмов и появлялась в качестве приглашённой звезды в различных сериалах.
В 2002 году актриса начала сниматься в главной роли в сериале «8 простых правил для друга моей дочери-подростка». После смерти своего партнёра по сериалу Джона Риттера актриса взяла на себя всё шоу и снималась в нём в течение трёх сезонов до его завершения в 2005 году.
В 2005 году актриса играла периодическую роль в известном сериале «Остаться в живых», а также появилась в сериалах «Говорящая с призраками», «Щит». В 2007 году она снималась в периодической роли в сериале «Юристы Бостона».
В 2007 году актриса играла в сериале «Победитель», а в следующем году также появилась в четырёх эпизодах сериала «Элай Стоун». В 2009 году актриса воссоединилась на экране со своим сериальным сыном Дэвидом Фаустино в одном из эпизодов сериала «Стар-Винг», а в 2010 снова появилась в своей роли Хелен Норвуд в сериале «Остаться в живых».

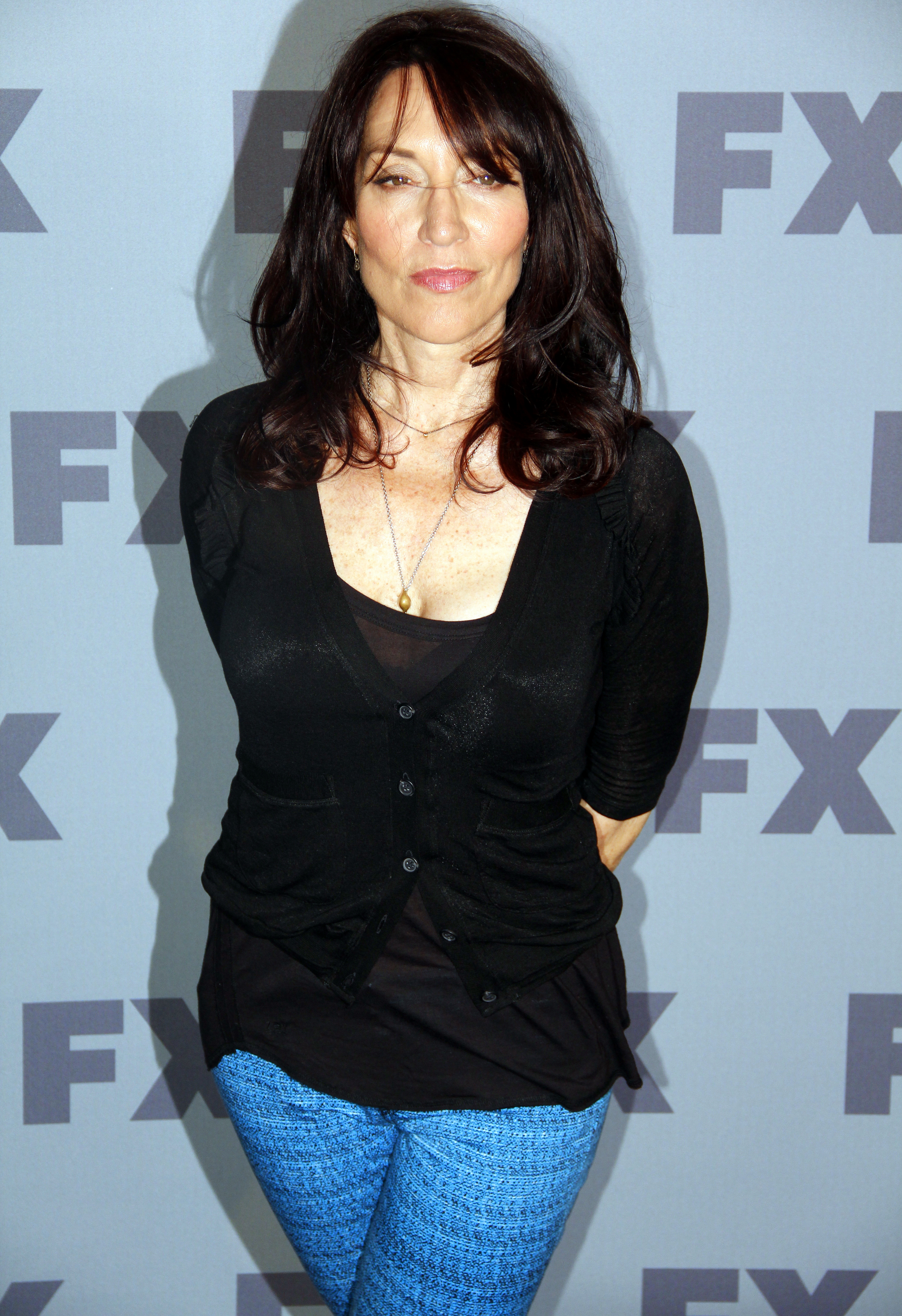
Сагал в 2012 году

С 2008 года актриса играла одну из главных ролей в одном из самых популярных шоу канала «FX» — криминальной драме «Сыны Анархии» — эта роль принесла актрисе признание критиков и несколько номинаций. В частности, многие ей прогнозировали номинацию на «Эмми» за второй сезон сериала, но в конечном счёте она не попала в номинацию. В 2010 году за третий сезон сериала она была номинирована на премию «Спутник» и награду «Ассоциации телевизионных критиков».
Музыкальная карьера
Сагал — певица и автор песен. В 1976 году, будучи участником группы «The Group With No Name», она записала альбом «Moon over Brooklyn». Она также записала бэк-вокал к альбому Джина Симмонса. 19 апреля 1994 года она выпустила свой первый сольный альбом «Well…». Десять лет спустя, 1 июня 2004 года, она выпустила свой второй альбом «Room». Также она записала ряд песен для сериала «Сыны Анархии».
В ноябре 2013 года, спустя девять лет, Сагал наконец выпустила свой очередной студийный альбом, названный «Covered». Альбом в основном состоит из любимых рок-песен Сагал, которая преподносит их в собственном видении.

## Личная жизнь
с 1977 по 1981 год Сагал была замужем за музыкантом Фредериком К. Бекмейером.
С 1993 по 2000 год Сагал была замужем за барабанщиком и актёром Джеком Уайтом (1954—2024). В 1991 году, во время съёмок ситкома «Женаты… с детьми», Сагал забеременела и беременность была включена в сюжет сериала. В октябре 1991 года ей пришлось сделать экстренное кесарево сечение на седьмом месяце беременности, в результате которого её дочь, Руби Джин, родилась мёртвой. Позже у Сагал и Уайта родилось двое детей: дочь Сара Грейс Уайт (род. 7 августа 1994) и сын Джеймс Джексон Уайт (род. 1 марта 1996).
Со 2 октября 2004 года Сагал замужем за сценаристом и продюсером Куртом Саттером. У супругов есть дочь: Эсми Луиз Саттер (род. 10 января 2007), родившаяся при помощи суррогатного материнства.

## Фильмография
| Год       |    | Русское название                  | Оригинальное название                    | Роль                         |
| --------- | -- | --------------------------------- | ---------------------------------------- | ---------------------------- |
| 1971      | тф | Провал Рэймонда                   | The Failing of Raymond                   | пациентка                    |
| 1972      | с  | Смелые: Новые доктора             | The Bold Ones: The New Doctors           | медсестра                    |
| 1973      | с  | Коломбо                           | Columbo                                  | секретарша                   |
| 1985—1986 | с  | Мэри                              | Mary                                     | Джо Такер                    |
| 1987      | ф  | Горничная на заказ                | Maid to Order                            | Луиза                        |
| 1987—1997 | с  | Женаты… с детьми                  | Married… with Children                   | Пегги Банди                  |
| 1988      | ф  | Хорошая мать                      | The Good Mother                          | Урсула                       |
| 1990      | тф | Рок-сказки Матушки Гусыни         | Mother Goose Rock 'n' Rhyme              | Мэри                         |
| 1990      | с  | Байки из склепа                   | Tales from the Crypt                     | мисс Килбассер               |
| 1995      | мс | Дакмен                            | Duckman                                  | Ивана Дакмен                 |
| 1996      | с  | Космические приключения           | Space Cases                              | Ма                           |
| 1997—2001 | мс | Переменка                         | Recess                                   | Фло Спинелли                 |
| 1999      | тф | Умный дом                         | Smart House                              | ПЭТ                          |
| 1999      | с  | Шоу 70-х                          | That '70s Show                           | Эдна Хайд                    |
| 1999—2013 | мс | Футурама                          | Futurama                                 | Туранга Лила                 |
| 2000      | с  | Такер                             | Tucker                                   | Клэр Венник                  |
| 2001      | мф | Каникулы: Прочь из школы          | Recess: School’s Out                     | Фло Спинелли                 |
| 2001      | с  | Шоу Джины Дэвис                   | The Geena Davis Show                     | Эшли                         |
| 2002—2005 | с  | 8 простых правил                  | 8 Simple Rules                           | Кейт Хеннесси                |
| 2004      | тф | Жизнь ангелов                     | When Angels Come to Town                 | Джо                          |
| 2004—2006 | мс | Герои Хигглитауна                 | Higglytown Heroes                        | женщина-полицейский          |
| 2005      | с  | Говорящая с призраками            | Ghost Whisperer                          | Фрэнси Льюис                 |
| 2005—2007 | с  | Щит                               | The Shield                               | Нэнси Гилрой                 |
| 2005—2010 | с  | Остаться в живых                  | Lost                                     | Хелен Норвуд                 |
| 2006      | ф  | Меня зовут Рид Фиш                | I’m Reed Fish                            | Морин                        |
| 2006      | с  | Юристы Бостона                    | Boston Legal                             | Барбара Литтл                |
| 2007      | мф | Футурама: Большой куш Бендера     | Futurama: Bender’s Big Score             | Туранга Лила                 |
| 2007      | с  | Победитель                        | The Winner                               | Лидия Берко                  |
| 2008      | мф | Футурама: Зверь с миллиардом спин | Futurama: The Beast with a Billion Backs | Туранга Лила                 |
| 2008      | мф | Футурама: Игра Бендера            | Futurama: Bender’s Game                  | Туранга Лила                 |
| 2008      | с  | Элай Стоун                        | Eli Stone                                | Марси Кляйн                  |
| 2008      | с  | C.S.I.: Место преступления        | CSI: Crime Scene Investigation           | Аннабель Бандт / Наташа Стил |
| 2008—2014 | с  | Сыны анархии                      | Sons of Anarchy                          | Джемма Теллер Морроу         |
| 2009      | мф | Футурама: В дикие зелёные дали    | Futurama: Into the Wild Green Yonder     | Туранга Лила                 |
| 2009      | ф  | Дом вдребезги                     | House Broken                             | Мэри Кэткарт                 |
| 2009      | ф  | Джек и бобовый стебель            | Jack and the Beanstalk                   | миссис Тэтчер                |
| 2013      | с  | Хор                               | Glee                                     | Нэнси Абрамс                 |
| 2014      | ф  | Там всегда Вудсток                | There’s Always Woodstock                 | Ли Энн                       |
| 2014—2015 | мс | Обычный мультик                   | Regular Show                             | мама Мордекая / тётя Максин  |
| 2014—2015 | с  | От «А» до «Я»                     | A to Z                                   | рассказчик                   |
| 2014      | мс | Симпсоны                          | The Simpsons                             | Туранга Лила                 |
| 2015      | ф  | Идеальный голос 2                 | Pitch Perfect 2                          | Кэтрин Торчок                |
| 2015      | с  | Палач-бастард                     | The Bastard Executioner                  | Аннора из Ольховника         |
| 2016      | ф  | Пазманский дьявол                 | Bleed for This                           | Луиза                        |
| 2016      | с  | Теория Большого взрыва            | The Big Bang Theory                      | Сьюзен, мама Пенни           |
| 2016      | с  | Это мы                            | This Is Us                               | Лэни Шульц                   |
| 2016—2017 | с  | Бруклин 9-9                       | Brooklyn Nine-Nine                       | Карен Перальта               |
| 2017—2018 | с  | Лучшие пончики                    | Superior Donuts                          | Рэнди Делука                 |
| 2017      | тф | Грязные танцы                     | Dirty Dancing                            | Вивиан Прессман              |
| 2018      | мс | Спирит: Дух свободы               | Spirit Riding Free                       | Буч ЛеПрей                   |
| 2018      | с  | Майянцы                           | Mayans M.C.                              | Джемма Теллер Морроу         |
| 2018—2019 | с  | Бесстыжие                         | Shameless                                | доктор Ингрид Джонс          |
| 2018—2025 | с  | Коннеры                           | The Conners                              | Луиза Коннер                 |
| 2019      | с  | Гранд-отель                       | Grand Hotel                              | Тереза Уильямс               |
| 2020      | с  | Мёртв для меня                    | Dead to Me                               | Элеонора Хейл                |
| 2021      | с  | Бунтарка                          | Rebel                                    | Энни Белло                   |

## Награды и номинации

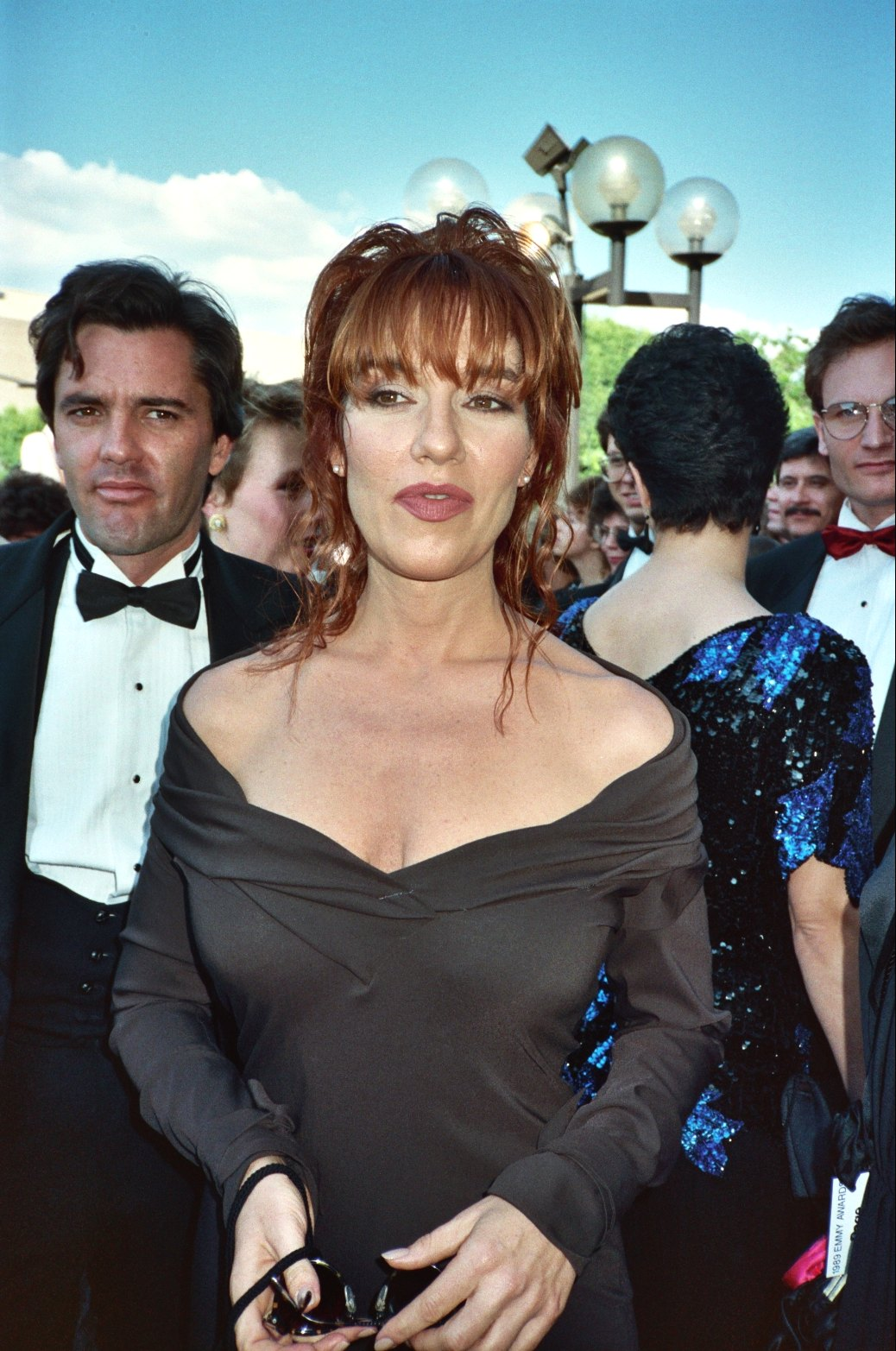
Кэти Сагал на 41-й церемонии «Премии Эмми» 17 сентября 1989 года

| Год  | Результат | Награда                           | Категория                                   | Проект                                           |
| ---- | --------- | --------------------------------- | ------------------------------------------- | ------------------------------------------------ |
| 1989 | Номинация | American Comedy Awards            | Лучшая актриса в комедии                    | Женаты… с детьми                                 |
| 1991 | Номинация | Золотой глобус                    | Лучшая актриса в комедии                    | Женаты… с детьми                                 |
| 1992 | Номинация | Золотой глобус                    | Лучшая актриса в комедии                    | Женаты… с детьми                                 |
| 1993 | Номинация | American Comedy Awards            | Лучшая актриса в комедии                    | Женаты… с детьми                                 |
| 1993 | Номинация | Золотой глобус                    | Лучшая актриса в комедии                    | Женаты… с детьми                                 |
| 1994 | Номинация | Золотой глобус                    | Лучшая актриса в комедии                    | Женаты… с детьми                                 |
| 2005 | Победа    | Prism Awards                      | Выступление в комедийном сериале            | 8 простых правил для друга моей дочери-подростка |
| 2009 | Победа    | TV Land Awards                    | Телевизионная легенда                       | Женаты… с детьми                                 |
| 2010 | Номинация | Ассоциация телевизионных критиков | Лучшая актриса драматического сериала       | Сыны анархии                                     |
| 2010 | Номинация | Спутник                           | Лучшая актриса драматического сериала       | Сыны анархии                                     |
| 2011 | Победа    | Золотой глобус                    | Лучшая женская роль в драме                 | Сыны анархии                                     |
| 2011 | Номинация | Выбор телевизионных критиков      | Лучшая женская роль в драматическом сериале | Сыны анархии                                     |
| 2011 | Номинация | Спутник                           | Лучшая актриса драматического сериала       | Сыны анархии                                     |
| 2012 | Номинация | Выбор телевизионных критиков      | Лучшая женская роль в драматическом сериале | Сыны анархии                                     |